# Parafia św. Marty w Jaworzni Fabrycznej
Parafia św. Marty w Jaworzni Fabrycznej – parafia rzymskokatolicka znajdująca się w diecezji kieleckiej, w dekanacie piekoszowskim.